# 디스크 정리
디스크 정리(영어: Disk Cleanup, cleanmgr.exe)는 마이크로소프트 윈도우에 들어간 컴퓨터 관리 유틸리티로, 컴퓨터 하드 드라이브의 디스크 공간을 늘려주는 것이 목적이다. 이 유틸리티는 먼저 더 이상 쓰이지 않는 파일들을 하드 디스크 상에서 검색하여 분석한 다음 제거한다. 초기 디스크 분석을 수행할 때 디스크 정리 프로그램이 초점을 두는 파일의 종류는 다양하다.
- 오래된 파일 압축
- 임시 인터넷 파일
- 임시 윈도우 파일
- 다운로드한 프로그램 파일
- 휴지통
- 사용하지 않는 응용 프로그램 제거 및 윈도우 구성 요소 선택 제거
- 설치 로그 파일
- 오프라인 파일

그러나 위의 목록에 나오지 않는 항목도 있다. 이를테면 "임시 원격 데스크톱 파일"과 "임시 동기화 파일"은 윈도우 운영 체제나 원격 데스크톱같은 추가 프로그램 이용 등에 따른 특정 컴퓨터 구성에서만 보이는 경우도 있다. 최대 절전 모드 데이터 제거 옵션은 최대 절전 모드를 사용하지 않는 사용자에게는 이상적이지 않다.

## 같이 보기
- 바탕 화면 정리 마법사
- CCleaner
- Wise Care 365

## 참조
- Microsoft Help and Support - Description of the Disk Cleanup Tool in Windows XP (2007년 6월 7일 확인)
- The Elder Geek on Windows XP - Disk Cleanup Utility (2007년 6월 7일 확인)